# カトリック台北大司教区

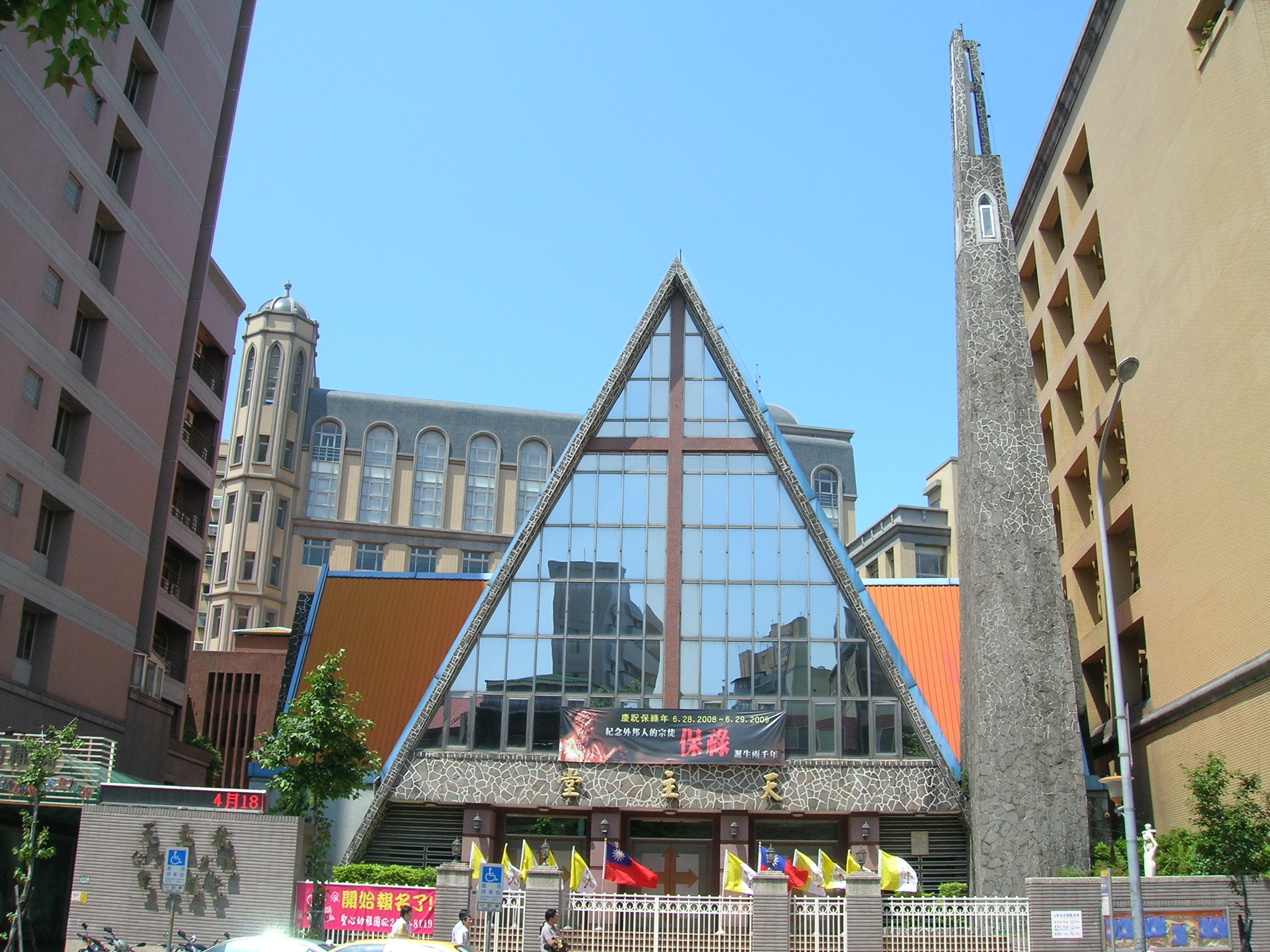
聖母無原罪司教座堂

カトリック台北大司教区（中: 天主教台北總教區、羅: Archidioecesis Taipehensis、英: Archdiocese of Taipei）は、台湾 台北市、新北市、基隆市および宜蘭県を管轄区域とするキリスト教カトリック教会の大司教区。大司教座聖堂は聖母無原罪司教座堂。

## 沿革
- 1887年 - 台湾南部を宣教拠点としていたドミニコ会が宣教師を台北に派遣。同年3月19日、蘆洲に台湾北部初のカトリック教会を建設。このほか基隆などにおいても宣教を行い、多くの聖堂を建設した。
- 1911年 - 日本の統治時代に入り、ドミニコ会は台北大稲埕において聖堂の建設に着手し、3年の歳月を経て完成、その名を蓬萊町大聖堂と称した。当該教会は完成後、台北におけるカトリック発展の中心となった。
- 1928年 - 現地在住の日本人信徒および台湾人信徒の言語上また習慣上の違いを考慮し、樺山町に日本人専用の教会（現在の華山天主堂）を建設。日本統治時代終了前には、台北に2ヵ所の小教区および3ヵ所の巡回教会（非独立小教区）が存在した。
- 1949年 - 12月31日、教皇庁は台湾の北部をそれまでの台湾知牧区から分割し、台北知牧区を設置、管轄範囲は現在の台北市、新北市、基隆市、新竹市、新竹県および花蓮県（当時桃園県、苗栗県および宜蘭県は未成立のため）であり、これが正式な台北教会管区の始まりである。なお、残りの県と市はフォルモサ（台湾）知牧区から名称を変更した高雄知牧区が管轄した。教皇庁は台北知牧区の司牧を主徒会に委託し、翌年6月13日、中国河北省出身の郭若石師が初代台北知牧に就任した。
- 1952年 - 8月7日、台湾に教階制（ヒエラルキー）が制定され、中国の第21番目の教会管区となった。同時に台北知牧区は台湾の全教区を統括する台北大司教区に昇格、郭若石師は大司教に就任した。なお同日、花蓮県を分離して高雄知牧区の台東県と併せ花蓮知牧区（現在の花蓮教区）が設立された。

蓬萊町大聖堂は大戦末期に米軍の爆撃により破壊されていたため、大司教座は1961年に聖母無原罪主教座堂に移転するまでの間、華山天主堂に設けられた。
- 1961年 - 3月21日、桃園県、新竹市、新竹県、苗栗県を分離して新竹教区を設立、以後台北教区の管轄は現在の台北市、新北市、基隆市、宜蘭県（日本統治時代の台北州の範囲）となった。

中国大陸に成立した共産党政権は国籍にかかわらず宣教師や教会団体を駆逐し、そのうち多くが台湾に逃れ、台北に集結した。台北教区はこれらの人々の協力もあって急速な進歩を遂げ、現在教区内の市町村には少なくとも1箇所の小教区が存在し、現地信徒の信仰の中心として機能している。本教区はあらゆる修道会ならびに中国大陸より来台した多くの教役者たちの参加によって成立したのが特徴であり、近代、単独の修道会により宣教が行われ成立した他の一般的な教区の状況とは大きく異なっている。

## 統計
| 番号 | 項目               | 数値     |
| ---- | ------------------ | -------- |
| 1    | 信徒数             | 38,937名 |
| 2    | 司教および司祭     | 244名    |
| 3    | 修道士および修道女 | 421名    |
| 4    | 小教区             | 87箇所   |
| 5    | 巡回教会           | 8箇所    |

（2010年現在）

## 歴代司教（教区長）
- 初代 - ヨセフ郭若石（主徒会） 1952年 - 1959年
- 2代（使徒座管理/北京大司教兼務）[1] - トマス田耕莘（神言会） 1959年 - 1966年
- 3代 - スタニスラウス羅光 1966年 - 1978年
- 4代 - マタイ賈彦文 1978年 - 1989年
- 5代 - ヨセフ狄剛 1989年 - 2004年
- 6代 - ヨセフ鄭再発 2004年 - 2007年
- 7代 - ヨハネ洪山川（神言会） 2007年 - 2020年
- 8代 - トマス鍾安住 2020年 -